# 遠山景任
遠山景任（1537年－1573年1月6日）是日本戰國時代武將。岩村遠山氏當主。美濃國惠那郡岩村城城主。父親是遠山景前。妻子是織田信長的叔母岩村殿。別名大和守、友通、左衛門尉、修理亮、內匠助。官位是大和守。

## 生平
美濃遠山氏的總領岩村遠山家的當主。娶了信長的叔母而與織田信長結成親戚關係，迎信長的兒子御坊丸（後來的織田勝長）為養子來繼嗣。
元龜3年（1572年），被以上洛為目標的武田信玄的部將秋山信友領軍攻入東美濃時，景任與遠山景行、遠山友忠等人向德川氏邀請援軍並與武田軍對峙，在上村發生激烈衝突（上村合戰）並敗北，於是退回岩村城。
之後開始籠城而抵抗秋山勢，但是在元龜3年（1572年）12月3日於城中病死（還有在上村合戰受傷而在36歳時死去的說法）。而同一時間，被信長派遣來的援軍（織田信廣、河尻秀隆等）被信友的伏兵擊敗而撤退。因此，在城主的死亡和援軍敗走而令到城兵士氣低下的情況下，景任的妻子成為信友的妻子並降伏。
死後，美濃遠山氏惣領家的岩村遠山氏血統斷絕。